# Syrna (ø)
Syrna (græsk: Σύρνα; i oldtiden, Syrnos (oldgræsk: Σύρνος) eller Sirna eller Agios Ioannis, er en lille ø på omkring 4 km2 i området sydøst for Astypalaia i den græske øgruppe Dodekaneserne, beliggende sydøst for landet. Den er hovedsageligt dækket af enebær og garrigue-krat. De få indbyggere opdrætter kvæg, fanger fisk og dyrker landbrug. Øen er vigtig for trækkende og ynglende havfugle og rovfugle, herunder atlantisk skråpe, ægæerskråpe og eleonorafalk.

## Historie
Et skibsvrag fra den sene romerske periode (2. århundrede e.Kr.) blev fundet ved hjælp af sonarteknologi nær øen i 2000.
Den 7. december 1946 blev skibet Athina Rafiah (oprindeligt SS Athena) med jødiske immigranter til Israel ødelagt i Agiou Soassin-bugten på Syrnas sydkyst, og mere end syv hundrede overlevende kom i land på øen. Den britiske minestryger HMS Providence, der arbejdede med HMS Chevron, HHMS Themistokles og HHMS Aegean, formåede at redde de overlevende.